# Гайнбург (Німеччина)
Гайнбург (нім. Hainburg) — громада в Німеччині, знаходиться в землі Гессен. Підпорядковується адміністративному округу Дармштадт. Входить до складу району Оффенбах.
Площа — 15,95 км2. Населення становить 14 366 ос. (станом на 31 грудня 2020).